# Херман II (Лотарингия)
Херман II (на немски: Hermann II, * 1049; † 20 септември 1085, Далем) от фамилията Ецони, e пфалцграф на Лотарингия през 1064 – 1085 г., граф в Цюлпихгау, Рургау и Брабант.

## Биография
Той е син на пфалцграф Хайнрих I и Матилда, дъщеря на херцог Готцело I от Долна Лотарингия (Вигерихиди).
Около 1080 г. Херман се жени за Аделхайд фон Ваймар-Орламюнде († 1100), дъщеря на маркграф Ото I от Орламюнде-Ваймар. Той последва баща си († 1060) като пфалцграф през 1064 г. Между 1060 и 1064 г. е под надзора на кьолнския архиепископ Анно II. Император Хайнрих IV го прави от 1085/1086 г. ландграф на Брабант и той основава манастира Афлигем.
На 20 септември 1085 г. Херман II пада убит в двубой против долнолотарингския Vicedux Алберт III от Намюр близо до неговия замък Далем в Графство Лимбург. С неговата смърт старата лотарингска пфалцграфска фамилия на Ецоните изчезва.
Неговата вдовица Аделхайд се омъжва малко след смъртта му за Хайнрих II от Лаах, първият пфалцграф на Рейн.